# 英属印度
英属印度（英語：或 ）是指英国在1858年至1947年在印度次大陆建立的殖民性質政治實體，其領地覆蓋南亚今印度、孟加拉国、巴基斯坦以及东南亚的缅甸。自1858年起，由于印度兵譁變，不列颠东印度公司完成之前的代管使命，向维多利亚女王移交权力。此政治實體的正式名称为印度（英語：India），並被非正式的稱為印度帝國（英語：Indian Empire）。1876年5月1日，维多利亚女王即位为印度女皇，此後的英國君主均以「印度皇帝」之頭銜統治印度。之後幾十年間，印度先后成为了國際聯盟和联合国的创始会员国，并分别于1900、1920、1928、1932和1936年以獨立身份参加了奥运会。
雖說是殖民時代的產物，但英屬印度时期，很多领土也并没有由英国直接控制，而是允許作為半自治土邦。“土邦”由王公、王侯（塔庫爾）和行政长官所统治，土邦领主们必须接受条约，并接受印度皇帝（即英国君主）的共主地位和承认为领地的最高统治者。这种模式被称为“附属联盟”。位于阿拉伯地区的亚丁自1839年成为英属印度的一部分，缅甸则是由1886年开始，两者先后于1932年和1937年成为英国直辖殖民地。
锡兰（今斯里兰卡）处于印度次大陆的边缘，但不属于英属印度的一部分，而是由伦敦直接控制的直辖殖民地。英国征服次大陆初期，大英帝国统治区域，条约仅限于次大陆的部分地區，初期的殖民机构设于加尔各答，后来移治于德里。各国相继独立以后，独立之前的关联区域被广泛地称为英属印度。法属印度和葡属印度仅限于次大陆沿海部分区域，这些区域分别由法国和葡萄牙进行殖民统治，独立之后并入印度。英属印度时期的1947年即印度建国初期，由于印度教徒和穆斯林之间的矛盾与对立，形成印巴分治的狀態。再后来的1971年，由于地缘隔绝和种族差异，巴基斯坦的飞地——东巴基斯坦独立，建立孟加拉人民共和国。

## 地理范围
英属印度包括今日印度、巴基斯坦和孟加拉国近乎全境，但不包括現代印度中果阿邦和本地治里等前葡屬印度和法屬印度部分。此外其还一度包括亚丁殖民地（1858年至1937年）、下缅甸（1858年至1937年）、上缅甸（1886年至1937年）、英属索马里兰（1884年至1898年）和海峽殖民地（新加坡連聖誕島和科科斯（基林）群島、馬六甲和檳城，1858年至1867年）。1937年缅甸被分离出来，由英国王室直接管辖，直至其于1948年独立。位于波斯湾的停战诸国理论上在1946年前亦是英属印度诸省的土邦之一，并使用卢比作为其货币单位。
1802年锡兰（今斯里兰卡）在《亚眠和约》后被割让给英国。在1793年至1798年间，锡兰是马德拉斯省的一部分。尼泊尔和不丹在同英国进行战争之后签订和约，被承认为独立国家。锡金王国在1861年英锡协定下成英属印度的保护国，1935年《印度政府法》归类为土邦，但其主权问题却未得到定义。马尔代夫群岛自1887年至1965年为英国保护国，但非英属印度的一部分。

## 历史

### 东印度公司时期
1600年12月31日，英国女王伊丽莎白一世批准了不列颠东印度公司负责东方贸易。第一批船只于1608年到达印度，于今古吉拉特的苏拉特城入港。四年后英国商人经历斯沃利战役击败了葡萄牙人，由此赢得了莫卧儿皇帝贾汉吉尔的信赖。1615年，英格兰国王詹姆士一世委派托马斯·罗为驻莫卧儿王朝使节，并由他与莫卧儿签订了通商条约，条约规定：允许东印度公司在印度建立贸易据点，以此作为从欧洲运输商品过来的报答。公司主要从事棉花、丝绸、硝石、靛青和茶等日用品的贸易。
东印度公司于1612年在苏拉特建立了第一家代理机构，到17世纪中叶，先后在孟买、加尔各答和马德拉斯建立了据点或代理。1670年，查理二世准许公司有权擁有领土，并允許在其控制区域建立军队、铸造钱币和行使其他权力。
英国在次大陆依靠东印度公司组建的军队开辟殖民地。17世纪最后10年，东印度公司拥有可观的军事力量，並委任了三任统治者。军队的指挥官柯拉夫，在1757年的普拉西战役中击败了莫卧儿孟加拉省地方行政官西拉杰·乌德·达乌拉的軍隊，孟加拉的财富被洗劫一空；孟加拉沦为英国的保护国，其贸易也被东印度公司垄断。孟加拉农民和艺人被強迫劳动，只能换取极低的报酬，又承载着繁重的苛捐杂税。
1769年到1773年，孟加拉大饥荒導致1000万人的生命喪失；类似的灾难几乎笼罩着随后的一个世纪；在英国的统治扩展到整个次大陆而造成的饥荒夺走了四千万条生命。尽管东印度公司贸易增加，通过所控资源获取的财富也大增，但其建立的军队渐渐成为沉重的负担，最终走向覆亡。

### 英国在印度次大陆的扩张
1773年诺斯勋爵的《印度规管法案》獲得国会通过，授权英国内阁管理东印度公司，但不直接管理公司内部事务，成为英国政府控制印度的第一步，首次规定设立印度总督的职位，首任总督为沃伦·黑斯廷斯。之后于1813年和1833年分别颁布条款，进一步明确东印度公司与英王国政府的关系。
黑斯廷斯任总督直至1784年，其继任者为约翰·麦克弗森，麦克弗森通过由地主代征税收的方式推行永久殖民地政策。随后的五十年，英国人忙于清除在印度的竞争对手。
19世纪，总督理查德·威尔斯理开始大规模扩张领地，击败了提普苏丹，吞并了印度南部的迈索尔王国，并开始着手铲除法国在次大陆的影响力。19世纪中叶，总督詹姆斯·布朗-拉姆齐开始了更大胆的扩张计划，通过二次锡克战争击败了锡克人，第二次英缅战争征服了缅甸；同时接管了诸如萨姆巴尔普尔、萨塔拉、占西和那格浦尔等土邦，其王公死后王位不再继承；1856年，奥德为次大陆最后被吞并的土邦。次年，印度被称为“东印度公司领地”（Company Raj），同時引發反英暴动。

### 印度兵变
1857年5月10日，由当地印度教徒和穆斯林组建的不列颠印度军队在密拉特爆发起义，义军营地在德里东北绵延八十公里，他们向首都德里挺进，发誓效忠莫卧儿帝国皇帝。很快印度北部和中部加入了这次为期达一年的抗英斗争，诸多部落和土邦积极响应，与此同时其他组织和土邦转向支持不列颠军队指挥官和“荣耀的东印度公司”。

#### 起因
这次起义導致英国對印度的统治被削弱，大英帝国在印度过去数十年的统治下，社会政治政策矛盾在1857年激化到顶点。这次起义以前，英国殖民当局曾平息了多次骚乱和部落冲突，同时也使得殖民当局增加了對动荡局势的应变能力。起义反映了当时印度社会面临的二大问题。該次起义不是偶然事件，是為了争取民族权利和发展造势。
总督第一代達爾豪斯侯爵詹姆斯·布朗-拉姆齊为了吞并整個印度，推行“无嗣失权”政策，即土邦王公在无直系继承王位的情况下，土邦直接纳入东印度公司的统治之下，拒绝王公在无嗣的情况下选择继承人。而之前按照当地的传统，主要土邦诸如萨塔拉、坦加布尔、桑巴尔、占西、捷普尔、乌代普尔和巴加特（Baghat）等地，由王公直系或由其指定来继承王位一直获得普遍的认可。另外，东印度公司在没有任何借口的情形下，先后于1843年直接吞并了信德富庶的小土邦，1856年吞并了奥德。奥德为富有的土邦之一，每年可以带来极为丰厚的财富，同时也是莫卧儿帝国最后的堡垒。此时，居于小城镇的印度人和印度小商人对土地变得更加贪婪，很多成为暴发户，由此触怒了种姓分明的印度社会各阶层的利益。英国殖民当局和土地拥有者关系渐远，渐渐演化为统治着一个贵族阶级。当贵族阶级的利益受到侵害后，他们就煽动暴乱，驱逐商人。
当时不列颠印度军队广为流行着一则谣言，说英国人的恩菲尔德步枪枪膛使用动物脂肪做润滑，而且这种脂肪是用猪油和牛油混和的。由于军队士兵主要由穆斯林和印度教徒构成，犯了他們大忌，於是拒绝使用这种步枪。在士兵在挑拨下，最终和英国指挥官对立，成为这次起义的导火索。

#### 过程
这次反叛很快席卷印度北部大部分地区，包括奥德、后来接受东印度公司管辖的马拉塔 (印度)王公领地。毫无准备的英軍惊恐万分，面对巨大的伤亡未能及时补充兵力。这场反叛对印度人也是一次浩劫，尽管最终英国人获胜，反叛者在交战中也有胜利，但蒙受了耻辱。位于次大陆中部的各个军事基地偶有兵变，但最终主要反叛者于1859年6月21日，在起义中心之一的瓜廖尔缴械投降。最后一次战斗在1859年5月21日于Sirwa Pass暴发，叛军战败后逃往尼泊尔。
打抗印度民族起義时，英國陸軍不分弱小的屠殺印度平民，英國陸軍在德里屠殺了10萬人，英國陸軍也在阿瓦德屠殺了15萬人。

### 英国殖民统治的正式开始
这次起义成为现代印度历史的主要转折点。1858年5月，英国殖民当局将莫卧儿帝国末代皇帝巴哈杜尔·沙二世流放到缅甸仰光，随后处死了其家族的大部分成员，从形式上完成了对莫卧儿皇帝的清算。巴哈杜尔·沙二世以诗人皇帝而著称，用乌尔都语写出了诸多的美丽而著名的诗篇，诗作多反应了自由和奋斗抗争精神。这位皇帝没有返回故土的自由，1862年在孤独中死去。皇帝的三位皇子加入了印度的独立战争，逮捕后被不列颠印度军队的英国人威廉·霍德森处死。
文化和宗教中心被迫关闭以后，所有财产被没收；与此同时英国撤销了东印度公司，取而代之的由英国政府直接统治，并向印度邦王公、酋长、印度人民宣告英国维多利亚女王即印度女皇，承诺在英国法律的管制下享有和英国人同等的待遇，但印度人对英国统治的不信任已经成为这次1857年叛乱的遗产。
很多东印度公司时期推行的经济和税收政策一直维持到1857年以后的各个时期，英国当局通过在伦敦内阁中增设印度事务大臣，改进行政体制。总督（名义上代表土邦或王侯国主权的称为提督）府驻加尔各答，统管印度事务，下设行政和立法机构；总督之下为省长，省长管理所属行政区域的地方官员；地方官员即文职人员为地位较低的印度文职机构整个群体。数十年来，诞生于英国的印度文官制度一直延续到1910年代。当时的文职人员地位高于诸如医生和律师等职业，人员构成中土生印度人所占比例逐年稳步增长，但土生印度人必须在英国接受教育或者在次大陆英国人开办的学校接受教育才有可能获取文官职位。
1858年印度总督宣布中止由东印度公司与各个土邦强行签订的“无嗣失权”相关不平等条约，继续履行其他条约。印度版图的40％和人口的25％保留在562个主要土邦和王侯领地内，这些土邦与王侯领地继续保持了种族和宗教信仰的多样性；但其浮华和繁文缛节也被举世公认，而且控制范围与掌管的财富、社会政治变革落后于英国控制下的印度其他地方。由于受兵变期间出现的印度士兵空前团结的威慑，军队和政府财政体制实施了彻底的改革。1861年通过的印度议会法恢复了总督的立法权——为1833年法案赋予总督的特权。
英国人对印度人的态度从比较开放转向狭隘和惧怕，甚至对待具有相同背景、极富成就或忠诚的人也是一副排外的心态。英国人及其公务人员都居于营地，与印度人隔离开来；私人会所等社交场合成为排外和势利的象征一直持续了几十年直至他们撤离印度为止。1883年殖民政府曾试图通过引入刑事司法法案授权印度法官审理欧洲人所犯的罪行，以消除种族壁垒，然而来自公众的抗议和英国报纸的指责迫使印度总督乔治·罗宾逊作出让步，这项尝试最后夭折。孟加拉知识分子从这次“白色抗争”中上了很有价值的一课，那就是要想纠正不公，经过精心组织的宣传攻势或媒体的舆论效果最好。

#### 英国殖民统治印度

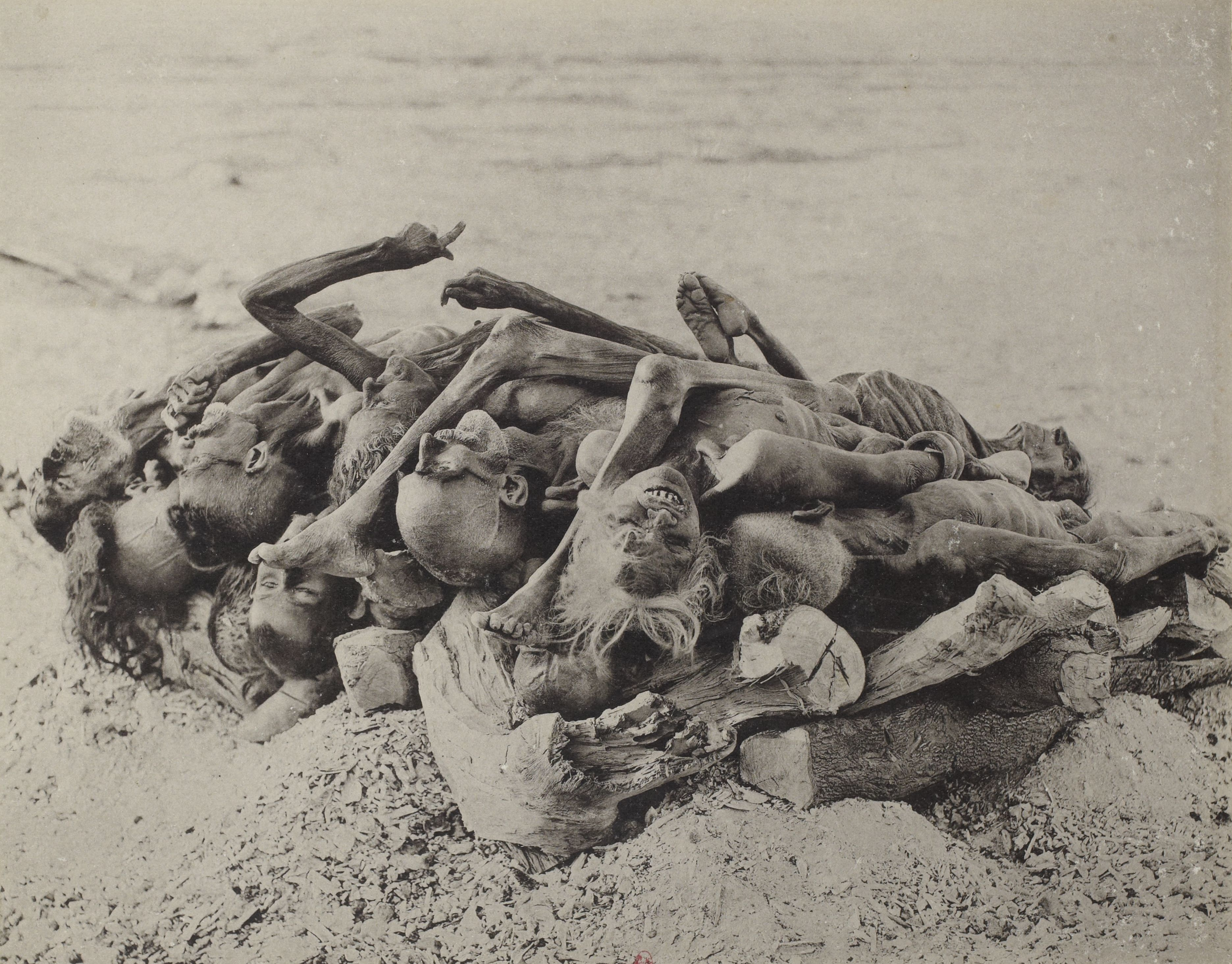
19世纪后半期，英属印度發生的饥荒。

1839年，一个大颱風使Coringa市的房屋倒塌，约30萬达罗毗荼人死亡。
在1857年以前，印度也经历了一场空前的浩劫，这一地区遭遇毁灭性饥荒，其中严重饥荒纪录，大约25次发生在印度南部泰米尔纳德邦、北部比哈尔邦、东部孟加拉地区。1876年－1878年印度大饑荒和包括在19世纪后半期的孟加拉饥荒。当代灾荒观察员诸如罗马什（Romesh Dutt）、研究灾荒的学者阿马尔蒂亚·森指出降雨的不均衡和英国人的经济管理政策失误是导致饥荒的主要原因。当时印度发生了严重旱灾，德干高原上农作物严重失收。
1864年，一个大颱風使加尔各答的房屋倒塌，约6萬孟加拉人死亡。

### 印度自治政府的建立
英属印度迈出自治的第一步始于19世纪末期，任命由印度人组成的总督顾问和建立由印度人组成的省议会；随着1892年印度议会法的颁布，扩大到立法的参与。建立地方自治机关和地方行政区，选举范围扩大到印度人。
印度政府1909年通过改革法案即莫莱-明托改革，该法案给予印度人在中央及省级立法院有限的权力。改革以后，有些通过选举产生，中央和立法院的主要成员继续由政府任命。在省一级，省长向立法机构负责，其他成员有选举、非正式任命或官方委任等形式产生。约翰·莫莱通过明晰的立法表明了建立自治政府不是英国政府的目标。
莫莱-明托改革成为里程碑，其条款逐步地引入到立法会选举，这种选举权是有限的，仅适用少数上层印度人，但这些经选举产生的议员渐渐成为政府官方的反对派。由于后来选民延伸到社区，议员成为宗教意识浓厚的当地印度组织政治利益的代言人。这种改革对于相关各方是个重大问题，英国人的意图遭到質疑，这涉及少数民族人道主义问题，对选民是否采取“分而治之”的办法等等。
对穆斯林而言重要的是，既要赢得政治地位，同时又要保留其穆斯林的身份，必须根据环境作出适当反应，如穆罕默德·真纳阐述的立场就是一个例证。真纳生于1876年，在英国攻读法律，他以热心的英国自由党人身份返回印度并加入国大党，1913年加入全印穆斯林联盟。真纳曾于1911年通过与国大党的合作要求英国废止划分孟加拉而一举成名，他到1919年为止一直保留国大党的身份，在其双层身份期间，他被尊为国大党的代言人，与此同时奈都夫人则被尊为“印度教-穆斯林团结大使”。

### 第一次世界大战以后
在第一次世界大战中，印度对英国的重要贡献就是进一步刺激了需求，并进一步回应英国。印度国大党和全印穆斯林联盟于1916年12月举行联席会议，在真纳和莫逖拉尔·尼赫鲁的领导下，提倡团结合作、主张包括分区选举的制宪改革，通过不懈努力和互相让步，二党最终达成勒克瑙协定，国大党承认由穆斯林联盟提出的分区选举的要求，与此同时在争取自治的期间穆斯林联盟加入国大党，协定预期的目标是实现永久和宪政的统一行动。
1917年8月，英国政府正式宣布一项政策：逐步增加在每个政府行政部门的印度人协会、逐步发展自治政府，以期逐步实现印度负责任的政府，最终成为大英帝国完整的一部分，宪政改革体现在1919年印度政府法案之中即广为人知的蒙太古-切姆斯福德改革，这些改革表现了英国作出的最大让步，英国当局向印度政府中央和省级立法机构充实了印度本地权威人士，但总督只向伦敦负责。1918年，1918年流感大流行在印度杀死1800万人。
省一级发生显著的变化，省级立法机构的成员大多数经过选举产生，按照莱昂内尔·柯蒂斯基于二头政治构想的体制组建诸如农业、教育和工务等政府建设部门，同样的其他部门设置部长并分别向立法机构负责；金融、财政、税务和内政则按照英国模式组建，多数情况下委任英国人为主要行政官员，并向总督负责。
蒙太古-切姆斯福德改革未能满足印度的政治需要，英国当局开始通过立法措施压制反对派，限制新闻出版。如1919年4月，英国殖民当局在阿姆利则开枪屠杀集会群众，造成上千人伤亡，酿成阿姆利則慘案，这次悲剧更加激励了诸如尼赫鲁、圣雄甘地等政治领袖，也唤起了民众与之共同奋斗。
第一次世界大战的协约国在和平解决土耳其问题上给印度穆斯林带来了担忧，穆斯林担心协约国的目标之一就是结束奥斯曼伊斯兰统治。莫卧儿帝国终结以后，奥斯曼伊斯兰政权一直成了印度穆斯林世界和逊尼派穆斯林团结合作的象征。泛伊斯兰的基拉法特运动传播到了印度各地，这是一个由忠诚的穆斯林群众参加的组织，在印度民族解放运动中广泛争取了正统穆斯林的参与。基拉法特运动的领导者通过伊斯兰象征，团结全印穆斯林团体，在维护少数民族权益方面和国大党、英国当局进行谈判。
阿姆利則慘案的结果，直接导致圣雄甘地加入自德奥班德神学院到阿里格尔穆斯林大学的基拉法特运动，在群众参与方面也起到带动和示范效果；对英国殖民当局而言，直接导致1920、1921年的全民违抗和不合作。甘地承认基拉法特运动的地位，因此也使得印度教徒对穆斯林作出了让步。
基拉法特运动尽管声势浩大，但仍以失败而告终。土耳其放弃了传统的伊斯兰政治成为世俗国家；另外，基拉法特运动因宗教带来的群众基础也使得象穆罕默德·真納等西方背景的宪政政治家们受到疏远，真納被迫向国大党作出让步，而其他穆斯林对甘地的领袖地位持怀疑态度。
1937年，缅甸被从英属印度分离出去，成为单独的殖民地英属缅甸。

### 二战与英国统治的终结
到1942年，随着英国卷入二战，英国也中断了对印度的殖民统治。在德国入侵不列颠的战争中，印度一些有远见的政治家想声援英国，以借此让印度渐渐独立。另外一些人则因为英国曾漠视印度知识分子和公民权，对在战争中挣扎的英国人无任何怜惜之心，甚至认为这是英国入侵印度遭到的报应，人民认为这时的不列颠印度军队是世界战争史上的最大的一支志愿军之一。1942年7月，国大党向英国当局作出了完全独立的请求，其起草的文件指出，英国如若不同意其要求，群众抗命即将爆发。1942年8月，国大党中央委员会孟买会议通过了“退出印度决议”，标志退出印度运动的正式开始。这场运动规模宏大，起初通过和平示威、否定权威和削弱英国战争成果的方式，接着全印各地爆发大规模的抗议示威活动，并号召工人举行集体罢工。这场运动破坏惨重，地下组织在各处制造破坏，如物资中转站爆炸袭击、政府大楼纵火、破坏电力设施、破坏交通和通讯网络。
这场运动最终因失控而变成群龙无首，其大多数行为背离了甘地的非暴力抵抗的信念。在印度很多地方，很多当地地下组织控制了这场运动，但到1943年，退出印度运动戛然中止。
然而，欧亚大陆因为战火在流血，独立运动领导人钱德拉·鲍斯在加尔各答摆脱了对他的搜捕，先后前往德國与日本在南亚的控制地，寻觅轴心国的帮助，组建制衡英属印度当局的一支力量。他先后组建了自由印度临时政府，并在日本的协助下，建起了由印度战俘和流亡东南亚各地的印度人组成的印度国民军，成为了不列颠印度军队中印度士兵与英国当局对立和发动起义的支持力量。印度国民军和日军第15集团军携手在阿萨姆邦、缅甸和孟加拉地区丛林对科希马和因帕尔进行包围战，由于后勤补给的中断，加上来自日军的武器装备差和支援保障滞后，最终以失败告终。但是，钱德拉·鲍斯的大胆举动却鼓舞和培养了新一代印度人。
历史学家们争论的结果是，不列颠印度军队的印度士兵最终成为印度独立运动的主要力量，其源泉来自自由印度临时政府及其军队。自由印度运动最终获得广泛的关注则源自1945年“印度国民军士兵大审判”，自由印度运动具有极大的鼓动性，英属印度政府当局禁止BBC广播有关印度国民军的故事，因为害怕在整个大英帝国范围内爆发更大的对抗和群众起义。关于印度国民军的影响力，当时的报纸的报道可以反应大概情况。“印度国民军士兵大审判”前后，不列颠印度军队频频爆发兵变，而且在皇家印度海军更具代表性；无论是卡拉奇或孟买，还是维沙卡帕特南或加尔各答，兵变获得全体印度公众的支持。
二战以后，随着兵变的频发和印度士兵对大英帝国忠诚度的丧失，不列颠印度军队最终成为葬送英国统治的决定力量；到1946年，所有政治犯被释放；英国开始就印度逐步走向独立的问题和国大党开始进行政治对话。
1947年8月14日巴基斯坦（含孟加拉国）获准独立，次日即8月15日印度独立，并于当日实现权力移交。大多数人认为这就是英属印度的中止日。也有些人认为，1950年印度共和国宪法颁布才是英属印度时代的正式终结。1956年，巴基斯坦伊斯兰共和国成立，英国君主不再是巴基斯坦的国家元首。

## 英属印度诸省

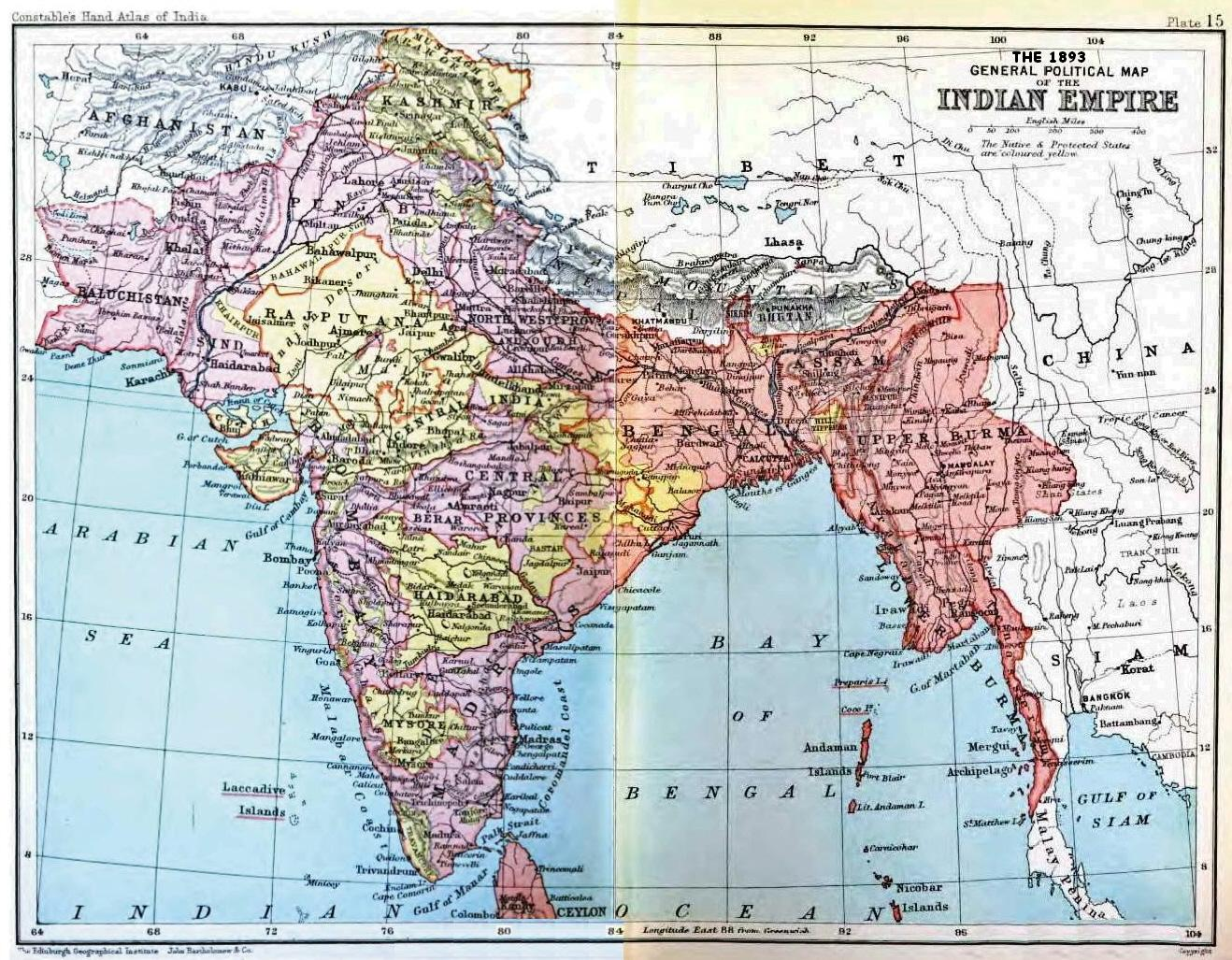
1893年时期的英属印度的版图

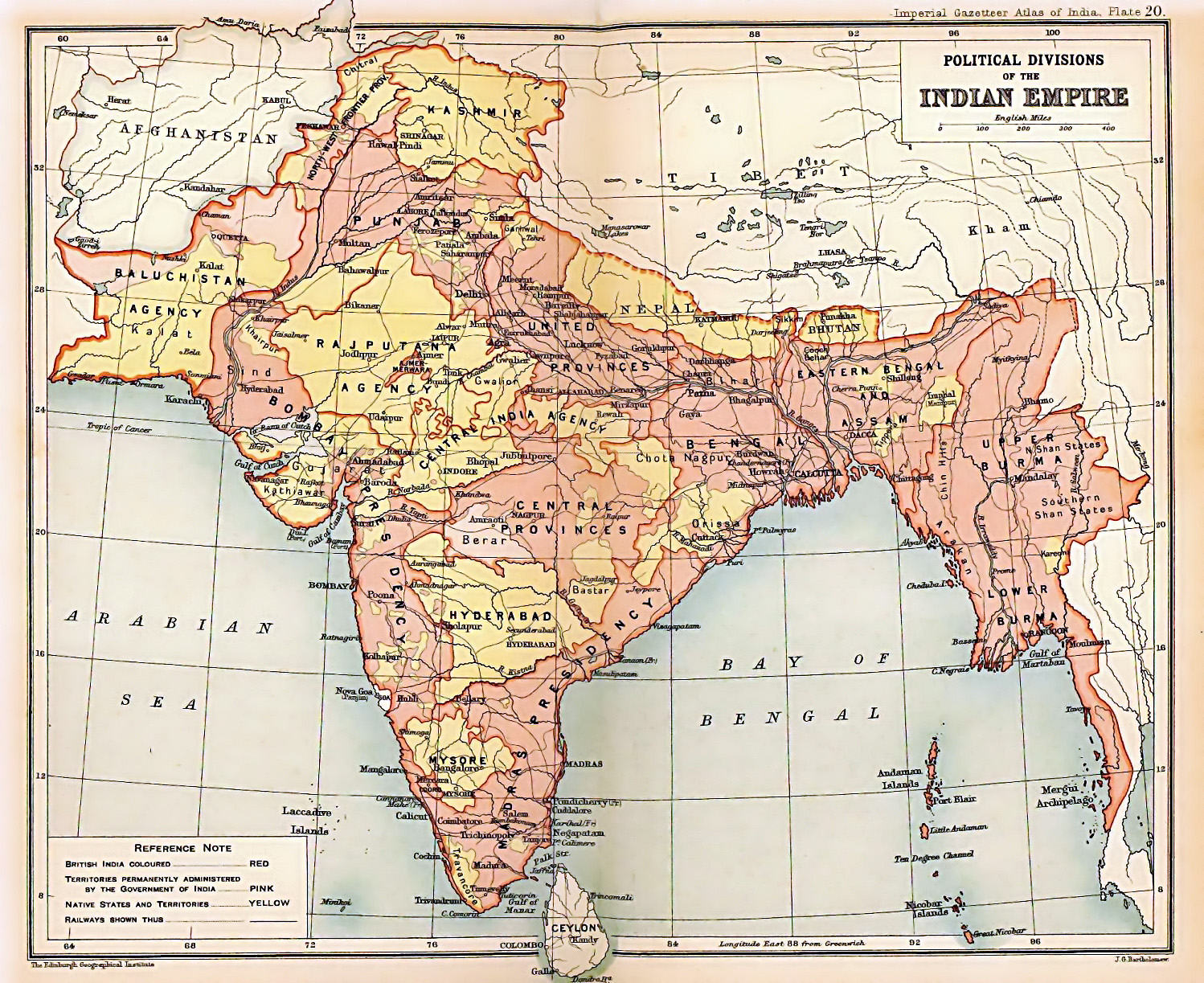
1909年英属印度的版图

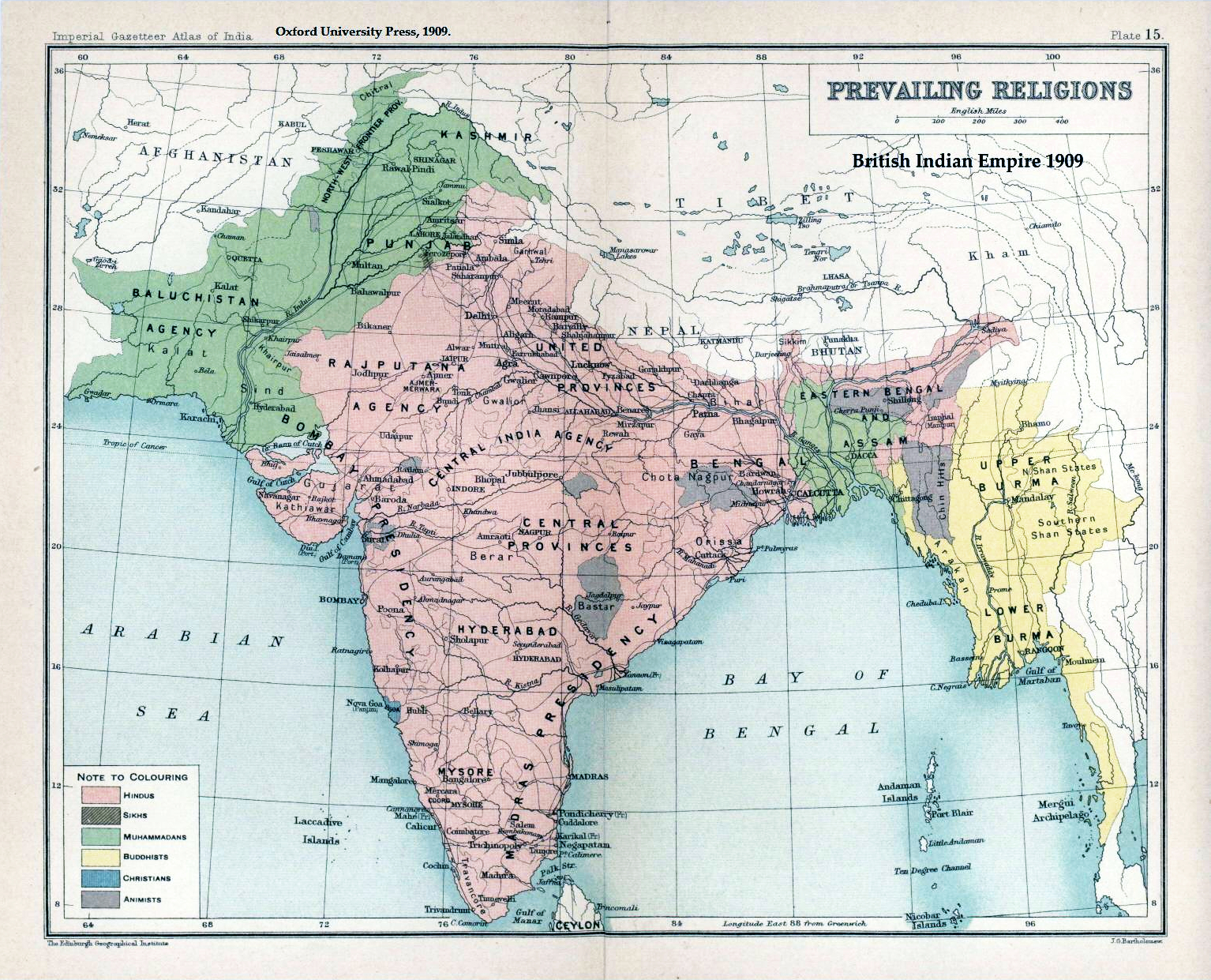
印巴分治前英属印度的版图，包括巴基斯坦、印度、孟加拉和英属缅甸

印度独立时的英属印度诸省：
- 阿杰米尔-梅尔华拉省（英语：Ajmer-Merwara-Kekri）
- 安达曼和尼科巴群岛
- 阿萨姆省（英语：Assam Province）
- 俾路支斯坦省
- 孟加拉省
- 比哈尔省
- 孟买省
- 中央省和贝拉尔（英语：Central Provinces and Berar）
- 库格省（英语：Coorg Province）（Coorg）
- 德里省（Delhi Province - Delhi）
- 马德拉斯省（英语：Madras Province） - Madras
- 西北边境省
- 潘特-皮普罗达省（英语：Panth-Piploda）
- 奥里萨省
- 旁遮普地區
- 信德省（英语：Sind province (1936-1955)）
- 阿格拉和奧德省

其中阿萨姆、比哈尔、孟加拉、中央省和贝拉尔、马德拉斯、西北边境省、奥里萨、旁遮普、信德等十一省由省长治理，阿杰梅尔和梅尔华拉省、安达曼和尼科巴、俾路支、故尔格、德里、Panth-Piploda等六省继续由最高专员管辖。另外有数百个土邦在英国的保护下由当地印度人控制，其中著名的有斋浦尔、海得拉巴、迈索尔和克什米尔等土邦。
另外，英国征服缅甸后将其作为英属印度的一省，但1937年后英屬緬甸成為獨立的殖民地。

### 引用
1. ↑  Interpretation Act 1889（52 & 53 Vict. c. 63）, s. 18
2. ↑  1876年5月1日—1947年8月15日英国君主以印度皇帝名义统治英属印度。
3. ↑  Bowen, H. V.; Mancke, Elizabeth; Reid, John G., , Cambridge University Press: 106, 2012, ISBN 978-1-107-02014-6 Quote: "British India, meanwhile, was itself the powerful 'metropolis' of its own colonial empire, 'the Indian empire'."
4. ↑  . Archive.org. UK Archives.   [2 August 2014].
5. ↑  Marshall (2001), p. 384
6. ↑  Subodh Kapoor. . Cosmo Publications. January 2002: 1599  [2015-02-13]. ISBN 81-7755-257-0. （原始内容存档于2014-10-27）.
7. ↑  Codrington, 1926, Chapter X:Transition to British administration
8. ↑  "Nepal." （页面存档备份，存于） Encyclopædia Britannica. 2008.
9. ↑  "Bhutan." （页面存档备份，存于） Encyclopædia Britannica. 2008.
10. ↑  "Sikkim." Encyclopædia Britannica. 2007. Encyclopædia Britannica Online. 5 August 2007 <http://www.britannica.com/eb/article-46212 （页面存档备份，存于）>.
11. ↑  .   [2021-04-22]. （原始内容存档于2023-09-19）.
12. ↑  .   [2022-03-20]. （原始内容存档于2022-08-14）.
13. ↑  .   [2022-03-20]. （原始内容存档于2018-10-06）.
14. ↑  Mayor, S. (2000). "Flu experts warn of need for pandemic plans". British Medical Journal. 321 (7265): 852. doi:10.1136/bmj.321.7265.852. PMC 1118673. PMID 11021855.
15. ↑  "RIN mutiny gave a jolt to the British" （页面存档备份，存于） by Dhanjaya Bhat, The Tribune, February 12, 2006, retrieved July 17, 2006
16. ↑  Majumdar, R.C., Three Phases of India's Struggle for Freedom, Bombay, Bharatiya Vidya Bhavan, 1967, pp. 58-59.
17. ↑  R.C. Majumdar.History of the Freedom Movement in India.ISBN 978-0-8364-2376-1.Reprint. Calcutta, Firma KLM, 1997,Vol. III.
18. ↑  http://news.bbc.co.uk/1/hi/world/europe/3684288.stm （页面存档备份，存于）, last section: "Mutinies"
19. ↑  "Many I.N.A. men already executed, Lucknow". The Hindustan Times, November 2, 1945. .   [2007-09-02]. （原始内容存档于2007-08-09）. URL Accessed 11-Aug-06.